# 愚园路864号
愚园路864号（又稱百老汇总会旧址或上海市长宁区教育学院）位于中華人民共和國上海市长宁区愚园路864号，建于1925年，用地面积约4905平方米，建筑面积约1020平方米，汪精衛政權期间，黄金荣的弟子在此开设好莱坞赌场。后該地又作为新世纪中学、十八初级中学、愚园路第五小学校址使用。1983年7月上海市长宁区教育学院迁入后作为1号楼（明哲楼）使用至今。已列为上海市优秀历史建筑。